# Reprezentacja Francji na Mistrzostwach Świata w Wioślarstwie 2009
Reprezentacja Francji na Mistrzostwach Świata w Wioślarstwie 2009 liczyła 38 sportowców. Najlepszym wynikiem było 1. miejsce w dwójce bez sternika wagi lekkiej mężczyzn.

## Medale

### Złote medale
dwójka bez sternika wagi lekkiej (LM2-): Fabien Tilliet, Jean-Christophe Bette

### Srebrne medale
dwójka podwójna (M2x): Julien Bahain, Cédric Berrest
dwójka podwójna wagi lekkiej (LM2x): Jérémie Azou, Frédéric Dufour

### Brązowe medale
Brak

## Wyniki

### Konkurencje mężczyzn
- dwójka bez sternika (M2-): Germain Chardin, Dorian Mortelette – 4. miejsce
- dwójka podwójna (M2x): Julien Bahain, Cédric Berrest – 2. miejsce
- dwójka podwójna wagi lekkiej (LM2x): Jérémie Azou, Frédéric Dufour – 2. miejsce
- dwójka bez sternika wagi lekkiej (LM2-): Fabien Tilliet, Jean-Christophe Bette – 1. miejsce
- dwójka ze sternikiem (M2+): Sébastien Lenté, Benjamin Lang, Benjamin Manceau – 5. miejsce
- czwórka bez sternika (M4-): Julien Desprès, Jean-David Bernard, Benjamin Rondeau, Laurent Cadot – 5. miejsce
- czwórka podwójna (M4x): Adrien Hardy, Jonathan Coeffic, Jean-Baptiste Macquet, Pierre-Jean Peltier – 5. miejsce
- czwórka podwójna wagi lekkiej (LM4x): Maxime Goisset, Stany Delayre, Brice Menet, Pierre-Étienne Pollez – 4. miejsce
- czwórka bez sternika wagi lekkiej (LM4-): Guillaume Raineau, Vincent Faucheux, Fabrice Moreau, Franck Solforosi – 4. miejsce
- ósemka wagi lekkiej (LM8+): Nicolas Cornu, Édouard Jonville, Charles Breschet, Thomas Baroukh, François Marty, Nicolas Moutton, Vincent Cavard, Barthelemy Agostini, Anthony Benoît – 5. miejsce

### Konkurencje kobiet
- dwójka bez sternika (W2-): Marie Le Nepvou, Stéphanie Dechand – 7. miejsce